# Grover (Carolina del Nord)
Grover és una població dels Estats Units a l'estat de Carolina del Nord. Segons el cens del 2000 tenia 698 habitants.

## Demografia
Segons el cens del 2000, Grover tenia 698 habitants, 280 habitatges i 206 famílies. La densitat de població era de 272,2 habitants per km².
Dels 280 habitatges en un 36,8% hi vivien nens de menys de 18 anys, en un 55% hi vivien parelles casades, en un 13,6% dones solteres, i en un 26,1% no eren unitats familiars. En el 23,2% dels habitatges hi vivien persones soles el 10,4% de les quals corresponia a persones de 65 anys o més que vivien soles. El nombre mitjà de persones vivint en cada habitatge era de 2,49 i el nombre mitjà de persones que vivien en cada família era de 2,92.
Per edats la població es repartia de la següent manera: un 26,8% tenia menys de 18 anys, un 8,7% entre 18 i 24, un 29,1% entre 25 i 44, un 22,5% de 45 a 60 i un 12,9% 65 anys o més.
L'edat mediana era de 34 anys. Per cada 100 dones de 18 o més anys hi havia 81,9 homes.
La renda mediana per habitatge era de 32.083 $ i la renda mediana per família de 43.000 $. Els homes tenien una renda mediana de 33.977 $ mentre que les dones 25.769 $. La renda per capita de la població era de 16.132 $. Entorn del 13,5% de les famílies i el 12,9% de la població estaven per davall del llindar de pobresa.

## Poblacions més properes
El següent diagrama mostra les poblacions més properes.